# Wapen van Flevoland

Het wapen van Flevoland werd bij Koninklijk Besluit van 4 juli 1986, nr. 63, verleend aan de provincie Flevoland.

## Ontwerp
De officiële beschrijving van het wapen van de provincie Flevoland luidt als volgt:
Golvend doorsneden van azuur en zilver en over alles heen een zeeleeuw, golvend doorsneden van goud en azuur, getongd en genageld van keel en houdende in de rechtervoorklauw een lelie van zilver. Het schild gedekt met een gouden kroon van vijf bladeren en vier parels en gehouden door twee leeuwen van goud, getongd en genageld van keel.
De lelie is afkomstig uit het wapen van Cornelis Lely. De zeeleeuw is een verwijzing naar de geschiedenis van Flevoland en naar het feit dat Flevoland op de zee veroverd is. Het bovenlijf van de zeeleeuw is van goud en de staart is van azuur. 

## Vergelijkbare wapens
De volgende wapens zijn op symbolische gronden vergelijkbaar met dat van Flevoland: de lelie staat in deze wapens niet symbool voor de Heilige Maagd Maria maar is ontleend aan het familiewapen van Ir. Lely.

Het wapen van Fleverwaard
Wapen van Almere
Wapen van Dronten
Wapen van Lelystad
Wapen van Noordoostpolder
Wapen van Wieringermeer
Het wapen van waterschap Noordoostpolder